# Viking Stadion
Viking Stadion er et fodboldstadion i Stavanger i Norge, der er hjemmebane for Tippeliga-klubben Viking FK. Stadionet har plads til 16.600 tilskuere, og alle pladser er siddepladser. Det blev indviet den 1. maj 2004 til en Tippeliga-kamp mod Molde FK. 
Udover fodbold har stadionet også lagt græs til koncerter med blandt andet R.E.M., Bryan Adams og Bob Dylan.